# Cryptamorpha peregrina
Cryptamorpha peregrina is een keversoort uit de familie spitshalskevers (Silvanidae). De wetenschappelijke naam van de soort werd in 1903 gepubliceerd door Thomas Blackburn.